# Эффект Пашена — Бака
Эффект Пашена — Бака состоит в том, что в сильных магнитных полях сложное зеемановское расщепление переходит в простое. Открыт Фридрихом Пашеном и Эрнстом Баком в 1912 году.
Эффект Пашена — Бака наступает, когда напряжённость магнитного поля Н превышает величину, при которой расщепление уровней энергии {\displaystyle \Delta E=\mu _{B}H} (где {\displaystyle \mu _{B}} — магнетон Бора) становится больше, чем расщепление тонкой структуры. При этом  магнитное поле разрушает связь между орбитальным ({\displaystyle {\vec {L}}}) и спиновым ({\displaystyle {\vec {S}}}) моментами. Когда {\displaystyle s=0}, эффекты Пашена — Бака и Зеемана эквивалентны.
В условиях нарушения спин-орбитального взаимодействия внешним магнитным полем справедливо предположение {\displaystyle [H_{0},S]=0}. Это позволяет легко оценить средние ожидаемые значения {\displaystyle L_{z}} и {\displaystyle S_{z}} в состоянии {\displaystyle |\psi \rangle }. Энергии выражаются как
{\displaystyle E_{z}=\langle \psi |\left(H_{0}+{\frac {B_{z}\mu _{B}}{\hbar }}(L_{z}+g_{s}S_{z})\right)|\psi \rangle =E_{0}+B_{z}\mu _{B}(m_{l}+g_{s}m_{s}).}
Несмотря на то, что LS-взаимодействие нарушено внешним магнитным полем, квантовые числа {\displaystyle m_{l}} и {\displaystyle m_{s}}, соответствующие проекциям магнитного и спинового моментов на магнитную ось, остаются "хорошими" квантовыми числами. Вместе с правилами отбора для электрических дипольных переходов, т.е. {\displaystyle \Delta s=0,\Delta m_{s}=0,\Delta l=\pm 1,\Delta m_{l}=0,\pm 1}, это позволяет вообще игнорировать спиновую степень свободы. В результате в спектре остаются видимыми только три спектральные линии, отвечающие дипольному правилу отбора {\displaystyle \Delta m_{l}=0,\pm 1}. Расщепление {\displaystyle \Delta E=B\mu _{B}\Delta m_{l}} не зависит от рассматриваемых электронных энергий и конфигураций. В общем случае (когда {\displaystyle s\neq 0}), эти три компоненты на самом деле представляют собой группы линий вследствие остаточного спин-орбитального взаимодействия.
В общем случае необходимо, помимо спин-орбитального взаимодействия, ещё учесть релятивистские поправки, которые имеют тот же порядок величины (тонкое расщепление). Теория возмущений первого порядка с этими поправками для атома водорода в пределе Пашена — Бака даёт
{\displaystyle E_{z+fs}=E_{z}+{\frac {\alpha ^{2}}{2n^{3}}}\left[{\frac {3}{4n}}-\left({\frac {l(l+1)-m_{l}m_{s}}{l(l+1/2)(l+1)}}\right)\right],}
где α — постоянная тонкой структуры, n — главное квантовое число, а l — орбитальное квантовое число.